# Perruche mélanure
Polytelis anthopeplus
Espèce
Statut de conservation UICN

 LC  : Préoccupation mineure
Statut CITES
La Perruche mélanure (Polytelis anthopeplus (Lear, 1831)) est une espèce d'oiseau appartenant à la famille des Psittacidae. Ses aires de distribution naturelles sont les bois à dominance d'eucalyptus et d'autres zones boisées et subtropicales du sud-ouest australien, ainsi que dans une zone plus petite du sud-est australien, aussi subtropical et tempéré. Les graines constituent l'essentiel de son alimentation.
Statut légal : annexe 2B de la convention de Washington.
La Perruche mélanure est vert jaunâtre, d'un corps long et mince, présentant un motif similaire pour le mâle et la femelle. Elle mesure entre 37 et 42 cm de long et pèse 114 grammes environ. La femelle est généralement plus verte, le mâle beaucoup plus jaune. Les plumes du dessus de la queue sont bleu-vert foncé, celles du dessous sont noires. Le mâle est généralement jaune, avec plusieurs nuances sur la tête, son dos comporte généralement des nuances de vert et son bec est généralement rouge.

## Reproduction
La saison de nidification se déroule d'août à janvier. Ces oiseaux nichent soit en couples isolés soit en petites colonies pouvant compter au maximum 18 couples. Avant l'accouplement, on assiste à des offrandes rituelles de nourriture. Le site choisi pour la reproduction se situe généralement à 20 mètres au dessus du sol dans un grand et vieux gommier mort ou bien malade qui est proche d'un cours d'eau permanent. Le couple sélectionne une branche brisée qui possède une cavité naturelle profonde et réutilise souvent cet endroit pendant de nombreuses années consécutives. La ponte comprend 3 à 6 œufs de couleur blanche qui sont déposés sur une couche de copeaux de bois en décomposition. La femelle couve seule pendant 21 jours. Son partenaire, qui a déserté l'arbre de nidification et rejoint un groupe composé uniquement de mâles, vient la ravitailler. Les oisillons possèdent un duvet blanc. Ils quittent habituellement le nid au bout de 5 à 6 semaines, mais après l'envol, ils restent au sein du groupe familial durant quelques semaines encore.

## Distribution
Cette espèce est endémique de l'Australie où on la trouve en deux populations bien distinctes, séparées par plusieurs centaines de kilomètres. La population occidentale (P.a. anthopeplus) occupe le coin sud-ouest du continent au sud de Perth. Son aire de distribution s'étend à l'intérieur des terres jusqu'à Laverton au nord et Karonie à l'est. Dans cette région, les perruches occupent surtout la ceinture céréalière, elles n'ont pas encore totalement colonisé les zones forestières. La population orientale (P.a. monarchoides) occupe le bassin de la Murray, approximativement au confluent de cette dernière avec la rivière Darling. Son aire de distribution est à cheval sur 3 États : l'Australie Méridionale, Victoria et la Nouvelle-Galles-du-Sud.

## Alimentation
Les perruches mélanures ont un régime exclusivement végétarien. Elles consomment les graines des plantes herbeuses, les fruits, les baies, les bourgeons et les fleurs. Les céréales des récoltes, les noix des vergers, de même que les graines tombées sur les bords des routes constituent également de bonnes ressources. Pendant la période de reproduction, les populations de l'est se restaurent principalement dans les zones de mallee, ingurgitant les graines de mallee blanc (E.dumosa) ou de mallee rouge (E. socialis).

## Menaces et protection
La perruche mélanure est considérée comme localement commune dans les zones riveraines et dans les broussailles. La population mondiale est estimée à un peu plus de 15 000 individus, mais la race orientale est largement la moins commune des deux. La dégradation des zones de mallee, les accidents sur le bord des routes, l'occupation des cavités naturelles par des essaims d'abeilles et les persécutions dues aux agriculteurs constituent les menaces les plus récurrentes. En dépit de son expansion originelle dans les régions du sud-ouest grâce au développement de l'agriculture, même dans ces régions, l'espèce est considérée comme en léger déclin. L'espoir vient du fait qu'elle est peut-être en train de coloniser de nouveaux territoires, en zone forestière, dans l'extrême sud-ouest. Pour l'instant, l'espèce est considérée comme ne posant pas de problème majeur. Néanmoins, dans presque toutes les régions, hormis dans les zones de culture intensive, elle bénéficie de mesures de protection.

## Sous-espèces
D'après Alan P. Peterson, il existe deux sous-espèces :
- Polytelis anthopeplus anthopeplus  (Lear, 1831).
- Polytelis anthopeplus monarchoides  (Schodde, 1993).